# Parlamentsvalet i Somalia 2016
Parlamentsvalet i Somalia 2016 är det första valet till det somaliska parlamentet sedan 1984.[källa behövs] Val till underhuset skulle ske mellan 23 oktober och 10 november 2016, presidentval skulle hållas 30 november. 1 december hade ingen president valts och endast omkring 50 procent av parlamentsvalet hade genomförts på grund av konflikterna i landet. Man hoppades att val av talman skulle kunna ske i mitten av december 2016.

## Valsystem
De 275 parlamentarikerna i underhuset kommer att utses av 14 025 delegater utsedda av 135 st klanäldste. Till varje plats i underhuset är det 51 av de utsedda delegaterna som röstar. I varje grupp om 51 delegater skall 16 vara kvinnor, 10 från ungdomsgrupper och de resterande 25 från det övriga civila samhället.